# Discografia Angelei Similea
Acest articol prezină cronologic aparițiile discografice ale cântăreței de muzică ușoară Angela Similea.
| Titlul albumului                                      | Anul lansării | Cântecele incluse | Casa de producție |
| ----------------------------------------------------- | ------------- | --- | ----------------- |
| Angela Similea - melodii de George Grigoriu (disc)    | 1971          | Amurgul O fată și-o chitară Nesuferita tristețe Iubire, tu | Electrecord       |
| Melodii din repertoriul lui Demis Roussos (disc)      | 1975          | Numai cu tine Umbre Va fi o zi | Electrecord       |
| Angela Similea (disc)                                 | 1978          | Să iubești cât trăiești Simfonia iernii Hei, omule! | Electrecord       |
| Un albastru infinit (disc)                            | 1978          | Un albastru infinit Din amintiri nu poți trăi o viață Lăutarii Puf De veghe la porțile iubirii De n-ai fi tu Pânza bărcilor Pastel Omleta din ouă de broască țestoasă Trandafirii Unde ești copilărie | Electrecord       |
| Nufărul alb [A] (disc)                                | 1983          | Să te gândești din când în când la mine Voi tansa cu tine De ce te uiți la mine La revedere Când vei înceta să mă iubești Nufărul alb Eu De singurătate Piano, pianissimo O zi Casa mea | Electrecord       |
| Corina de Edmond Deda (disc)                          | 1983          | Jocul de-a vacanța Civita Vecchia Viața-i un izvor al fericirii Bună dimineața Nu se știe niciodată În gândul meu E toamnă iar Bună dimineața tuturor | Electrecord       |
| Trăiesc [B](disc)                                     | 1985          | Nostalgie De n-ai să vii Iubește-mă de-ți plac cum sunt O lacrimă Nu voi putea uita niciodată Grăbește-te și vino Tu ești omul ideal Dacă n-ai fi existat Tu ești Trăiesc | Electrecord       |
| Balada iubirilor deschise (disc)                      | 1986          | Vis vegetal Recheamă-mă și-am să revin Eu cine-mi joc iubirea Îmi pare rău de fiecare clipă Am legat copacii la ochi Gheorghe, Georghe Declarație Să fiu o floare Balada iubirilor deschise | Electrecord       |
| Nu-mi lua iubirea cu Marius Țeicu (disc) [C]          | 1987          | Nu-mi lua iubirea Nu uita O dată-n viață Voi cânta pentru mileniul III Nu voi putea uita niciodată E la modă, sau nu e? Cineva Iubește-mă | Electrecord       |
| Fratele meu, Charles (disc)                           | 1988          | Maria În doi Vorbe mari Să trăim aievea Nu te supăra | Electrecord       |
| De dragul tău (disc) [D]                              | 1988          | De dragul tău Iubite Îngăduie-i iubirii Mai sărută Nu voi plânge niciodată Să nu mă crezi Hai să ne-mpăcăm Pentru inima mea și-a ta Cât aș fi vrut | Electrecord       |
| Flacăra nestinsei iubiri cu Marius Țeicu (disc)       | 1900          | Flacăra nestinsei iubiri Cheamă iubirea, ad-o-napoi Ce-ar fi să fiu Viața merge iubind înainte Viața este mai frumoasă Nu voi plânge niciodată Iubește-mă Să trăiești mlădița neamului meu | Electrecord       |
| Adio, femei (1)                                       | 1991          | Te-ncearcă viața uneori Cât aș fi vrut E viața mea Country Timpul s-a oprit stingher Dormi, iubite, dormi! Ploaia s-a oprit | Electrecord       |
| Adio, femei (2)                                       | 1991          | Cum oare știi? O zi aș vrea Evanghelina În zbor Sunt umbra ta Adio, femei! | Electrecord       |
| Îți amintești de mine                                 | 1994          | Îți amintești de mine Casa mea Noapte, fată cu cercei de smoală Doi într-o barcă Numai lângă tine Ninsorile de flori Ultimul tramvai Trăiesc Evanghelina Ce loc mai am în viața ta Nu mă tem să cred Voi râde iar Atâtea ploi Voi cânta pentru mileniul III De singurătate Tangoul Nu-mi lua iubirea | Radio România     |
| B 03 MAG'                                             | 1994          | De m-ai mințit Atâtea ploi Ce-ar fi să fiu Nu meritai A fost un accident Viață de artist Nu-mi lua iubirea Tu, iubirea mea Flacăra nestinsei iubiri Voi râde iar Nu mă tem să cred Să ne reamintim... | Radio România     |
| Mari succese                                          | 1995          | Tu, iubirea mea Singuratatea Viața merge înainte Cheamă iubirea, ad-o-napoi De m-ai mințit Ce-ar fi să fiu Voi râde iar Nu-mi lua iubirea Nu meritai Să ne reamintim | Roton             |
| Să mori de dragoste rănită                            | 1996          | Iubite Dacă n-ai fi existat De m-ai mințit Tangoul Lasă-mă să mai visez Iubesc la nebunie Nu meritai Nu-mi lua iubirea De n-ai să vii Nostalgie Un roman de iubire Fată cu cercei de smoală Să mori de dragoste rănită Casa mea Nu voi plânge niciodată | Metropol Music    |
| Angela Similea                                        | 1997          | Nu-mi lua iubirea Odată-n viață Voi cânta pentru mileniul III E la modă sau nu e? Împreună vom învinge Iubește-mă Fată cu cercei de smoală Cineva Cât aș fi vrut Nu voi putea uita niciodată Flacăra nestinei iubiri | Electrecord       |
| Dacă nu ai prieteni                                   | 1998          | Dacă nu ai prieteni Grăbește-te și vino Magnolia Tangoul Un albastru infinit O noapte cu tine Să mori de dragoste rănită Să te gândești din când în când la mine Îmi pare rău de fiecare clipă Nostalgie Ultimul tramvai Evanghelina Nu-mi lua iubirea Trăiesc | ?                 |
| Un roman de iubire într-un albastru infinit           | 1999          | Să mori de dragoste rănită De n-ai fi tu Adu-mi clipa de lumină Din sevaletul vieții Să te gândești din când în când la mine Mă rog la floarea de cireș Trenul galben fără cai De ce te uiți la mine Iubesc la nebunie Un albastru infinit Iubește-mă de-ți plac așa cum sunt În ochii tăi Lasă-mă să mai visez Mai vino mamă Îți amintești de mine Răul din stele Între noi tangoul Un roman de iubire Vorbe, doar vorbe | Electrecord       |
| Colinde și cântece de Crăciun [I]                     | 2000          | Ziurel de zi Moș Crăciun cu plete dalbe Iarna, alba iarna Clopoței Astăzi s-a născut Hristos O, ce veste minunată Bună seara, Moș Crăciun Mare minune se arată Unde esți, copilărie | Eurostar          |
| Nostalgie                                             | 2004          | Recheamă-mă și-am să revin Eu cine îmi joc iubirea Îmi pare rău de fiecare clipă Nostalgie Vis vegetal Am legat copacii la ochi Să fiu o floare Balada iubirilor deschise O lacrimă Declarație Grăbește-te și vino | Metropol Music    |
| Lumea mea                                             | 2005          | Mi-ai spus adio Vreau ziua ce-o să vină Cuvântul tău Iubesc această zi Te-aș alege din nou Suflet pierdut Cred în minuni Vis de femeie Am viața mea Vreau să intru în joc După noapte vine zi (remix) Voi cânta | Ovomusic          |
| Anii '70 Vol 1                                        | 2007          | După noapte vine zi Marea cântă Iubire, tu Amurgul Când băieții ne privesc Nu vreau să-mi dai infinitul Un albastru infinit Din amintiri nu poți trăi o viață Omleta din ouă de broască țestoasă Pânza bărcilor Pastel De n-ai fi tu De veghe la porțile iubirii Un cântec Măr Vis omenesc Cântec fără nume Lumina vieții Inscripție pe un tablou Pentru tine, draga mea Tangoul                                          | Ovomusic          |
| Anii '70 Vol 2                                        | 2007          | Am legat copacii la ochi Bunule, pământule Cântec fără final Gulliver Căldura mâinii tale Din amintiri nu poți trăi o viață Dragoste de mamă E cântecul tău Dumbrava minunată Florile iernii Lăutarii Mare cu nume de noapte N-am să-ți ieri privirea Odată am privit același răsărit Poarta clipelor Romanticii Suntem tineri români Un copil m-a întrebat Unde ești, copilărie? Viața fără tine                         | Ovomusic          |
| Angela Similea - Muzică de colecție [E]               | 2008          | Bună ziua, dragoste! Ce loc mai am în viața ta Hai să ne-mpăcăm! De dragul tău Fericirea trăiește în noi E mare lucru să fii om Iubește-mă mereu! Noapte bună, București! Nu știi ce vrei Să nu juri că mă iubești Bun venit, rază de soare Dragoste de mamă Nesuferita tristețe Nu privi înapoi Ploaia și noi Sanie cu zurgălăi Legendele mării Hai să cântăm! Carnaval Azi                                              | Ovomusic          |
| Nostalgie [F]                                         | 2008          | Îngăduie-i iubirii Vis vegetal Recheamă-mă și-am să revin Eu cu cine-mi joc iubirea? Îmi pare rău de fiecare clipă Declarație Am legat copacii la ochi Gheorghe, Gheorghe Să fiu o floare Balada iubirilor deschise De dragul tău O lacrimă Nostalgie Grăbește-te și vino | Ovomusic          |
| De dragul tău - Angela Similea și Ovidiu Komornyk [G] | 2008          | De dragul tău Buni prieteni O viață împreună Îngerul tău Taina mea Suflet pierdut Nu mai vreau Ce bine-mi pare Minunile sunt lângă noi Fără dragoste | Ovomusic          |
| Doar pentru voi cu Victor Surdu și Ovidiu Komornyik   | 2008          | Casa Mea Vis De Femeie Maria, Maria Ce-ar Fi Să Fiu Nostalgie Suflet Pierdut De Singurătate De Ce Te Uiți La Mine Când Vin Acasă Voi Râde Iar Să Mori De Dragoste Rănită După Noapte Vine Zi Ești Mireasa Vieții Mele Nu-mi Lua Iubirea Fără Dragoste | Ovomusic          |
| Mari succese                                          | 2009          | Tu, iubirea mea Viața merge înainte Nu voi plânge niciodată Nu-mi lua iubirea Iubește-mă Trăiesc Voi râde iar Cheamă iubirea, ad-o înapoi Singurătatea Ce-ar fi să fiu Fericirea trăiește-n noi Flacăra nestinsei iubiri De m-ai mințit Nu meritai Să ne reamintim | Eurostar          |
| Angela - Anii '80 Vol 3 [H]                           | 2009          | Casa mea Voi râde iar De ce te uiți la mine De singurătate Iubește-mă de-ți plac așa cum sunt Mă rog Grăbește-te și vino Dă-mi mâna dragul meu, prieten drag Nu știi ce vrei Trenul galben fără cai Azi Eu cu cine-mi joc iubirea Noapte fată cu cercei de smoală Să fiu o floare Astă seară Mai sărută Nu voi plânge niciodată Iubite Ce-ar fi să fiu Evanghelina                                                        | Ovomusic          |
| Angela - Anii '80 Vol 4 [H]                           | 2010          | Daca n-ai fi existat Eu O zi Adu-mi clipa de lumina Tu esti Ninsorile de flori Cand vei inceta sa ma iubesti Nostalgie Tu esti omul ideal Adio,dar raman cu tine La revedere Balada iubirilor deschise Viata merge iubind Cat as fi vrut Recheama-ma si-am sa revin Dor de viata Hai sa ne-impacam Traiesc Ultimul tramvai Nu-mi lua iubirea                                                                              | Ovomusic          |
| Trăiesc                                               | 2019          | Cheama iubirea ad-o-napoi Lumina vieții Iubește-mă Nu voi plânge niciodată Odată-n viață Nu uita Nu-mi lua iubirea Cineva O zi Nu meritai Voi râde iar Tu iubirea mea Te-aș alege din nou Trăiesc | Eurostar          |
| Să ne reamintim                                       | 2019          | Ce-ar fi să fiu Un cântec Nu voi putea uita niciodată Viața este mai frumoasă Flacăra nestinsei iubiri Pastel Viața merge iubind înainte Lăutarii Fericirea trăiește-n noi Căldura mâinii tale Unde ești copilărie Singurătatea Mă regăsesc doar în iubirea ta Să ne reamintim | Eurostar          |

Note
- A ^ Discul a fost lansat și pe casetă, având aceleași piese, dar cu o copertă diferită. Numele albumului a fost schimbat în Angela Similea pentru această lansare.

- B ^ Discul a fost lansat și pe casetă, având aceleași piese și nume, dar copertă diferită. Albumul mai este cunoscut și doar sub numele Angela Similea.

- C ^ Discul a fost lansat și pe casetă sub numele Angela Similea și Marius Țeicu, având o altă ordine a pieselor și un track bonus - „Nu uita”.

- D ^ Discul a fost lansat și pe casetă, sub același nume (unele variante sub numele Angela Similea), dar copertă diferită și trei piese bonus - „Viața este mai frumoasă”, „S-a deschis o ușă” și „Mă vei uita”.

- E ^ CD-ul a fost distribuit de ziarul Jurnalul Național ca parte a colecției „Muzică de colecție”.

- F ^ CD-ul a fost distribuit de ziarul Taifasuri și este o reeditare a compilației cu același nume din anul 2002, cu piese bonus.

- G ^ CD-ul a fost distribuit de revista Felicia.

- H ^ CD-ul a fost distribuit de revista Felicia.

- I ^ CD-ul a fost lansat și pe casetă, sub aceleși nume, dar copertă diferită. A fost reeditat în anul 2009.